# سحاب قوسي

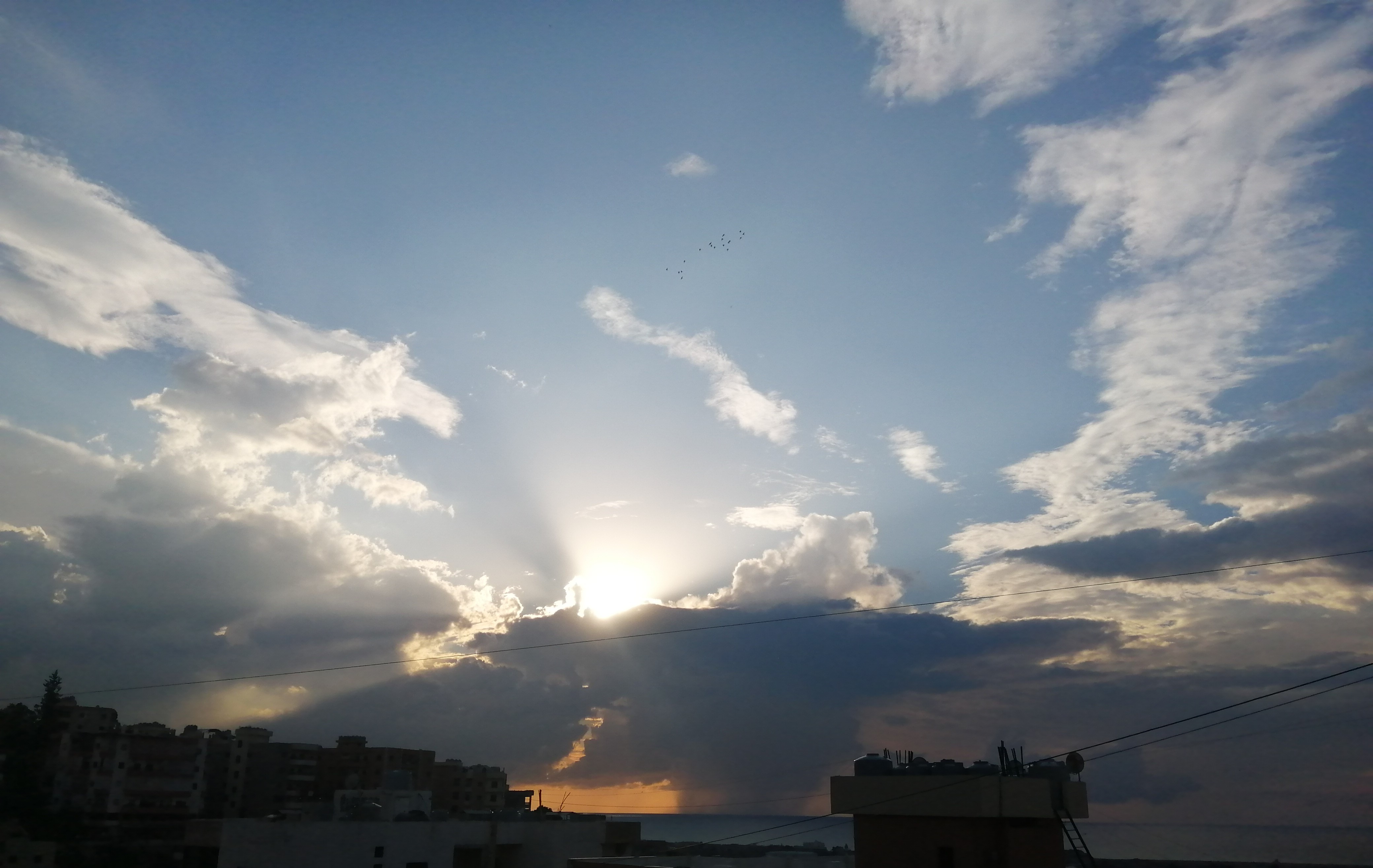
قوس من السحاب يكاد يخفي أشعة الشمس وسرب من الطيور في السماء

السحاب القوسي هو نوع منخفض أفقي من أنواع السحاب، ويوجد منه نوعان: سحاب صدفي وسحاب الرول (الأسطوانة المتدحرجة).
تتشكل في أغلب الأحيان على طول الحافة الأمامية أو واجهات العواصف الرعدية؛ بعض من أكثر تشكيلات قوس قزح دراماتيكية تمثل جبهات عاصفة لأنظمة الحمل الحراري المنتجة ديريتشو. قد تنشأ السحب المتدحرجة أيضًا في غياب العواصف الرعدية، وتتشكل على طول التيارات الهوائية الباردة الضحلة لبعض حدود نسيم البحر والجبهات الباردة.

## الأنواع

### السحاب الصدفي

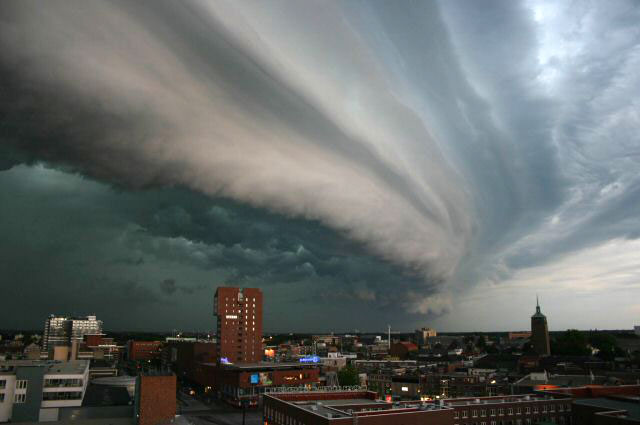
سحاب صدفي فوق هولندا

الغيوم الصدفية هي غيوم تشبه غيوم السمحاق أو الركام المتوسط اللوزية الشكل، وتترك بهذه الغيوم من قطيرات ماء دقيقة أو من جزئيات جليد كروية، وهي من الغيوم النادر رؤيتها، ولكن من الممكن رؤيتها في أجواء اسكتلندا واسكندنافيا، كما تشاهد أحياناً في أجواء فرنسا وألاسكا، وتشير القياسات التي أجريت إلى أن ارتفاع هذه الغيوم فوق النرويج الشمالية بحدود 21-30 كم.
قد يعتقد الأشخاص الذين يرون سحابة الرف أنهم رأوا سحابة على الحائط. من المحتمل أن يكون هذا خطأ، حيث يبدو أن سحابة الرف المقتربة تشكل جدارًا مصنوعًا من السحابة. تظهر غيوم الرفوف عادةً على الحافة الأمامية للعاصفة، بينما تكون السحب الجدارية عادةً في مؤخرة العاصفة.
ستؤدي جبهة العاصفة الحادة والقوية إلى أن يكون الجزء السفلي من الحافة الأمامية لسحابة الرف خشنًا ومبطنًا بغيوم الكسور الصاعدة. في الحالات الشديدة ستكون هناك دوامات على طول الحافة، مع كتل ملتوية من سكود قد تصل إلى الأرض أو يصاحبها غبار متصاعد. إن وجود سحابة منخفضة للغاية مصحوبة بهذه العلامات هي أفضل مؤشر على اقتراب عاصفة رياح عنيفة. أحد الأمثلة المتطرفة على هذه الظاهرة يشبه الإعصار تقريبًا ويُعرف باسم جوستنادو.

### سحابة رول
سحابة التدحرج (اسم Cloud Atlas volutus) هي نوع منخفض، أفقي، على شكل أنبوب، ونادر نسبيًا من سحابة القوسي. وهي تختلف عن سحب الرف من خلال فصلها تمامًا عن ميزات السحابة الأخرى. تظهر السحب المتدحرجة عادةً وكأنها «تدور» حول محور أفقي. إنها موجة منفردة تسمى سوليتون، وهي موجة لها قمة واحدة وتتحرك دون تغيير السرعة أو الشكل. تعد سحابة بهاء الصباح (Morning Glory) في كوينزلاند بأستراليا واحدة من أشهر الحوادث المتكررة، والتي يمكن أن تحدث حتى أربعة أيام من كل عشرة أيام في أكتوبر. أحد الأسباب الرئيسية لسحابة بهاء الصباح هو الدوران المتوسط الحجم المرتبط بنسائم البحر التي تتطور فوق شبه جزيرة كيب يورك وخليج كاربنتاريا. ومع ذلك، يمكن إنشاء ميزات مماثلة عن طريق السحب من العواصف الرعدية ولا ترتبط حصريًا بالمناطق الساحلية.
شوهدت سحب السحب الساحلية في العديد من الأماكن بما في ذلك كاليفورنيا، والقناة الإنجليزية، وجزر شيتلاند، وساحل بحر الشمال، والمناطق الساحلية في أستراليا، ونومي في ألاسكا.

## معرض صور

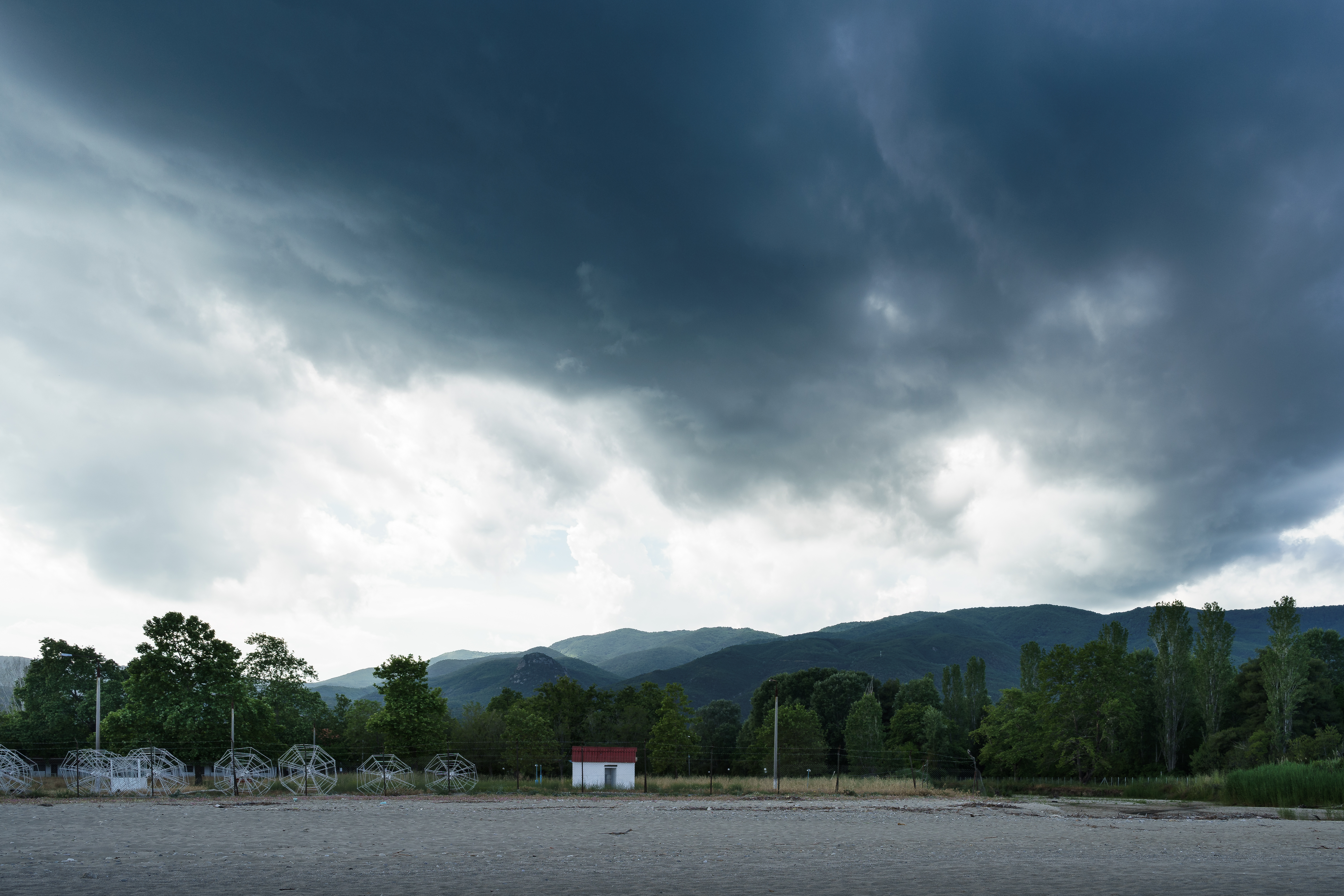
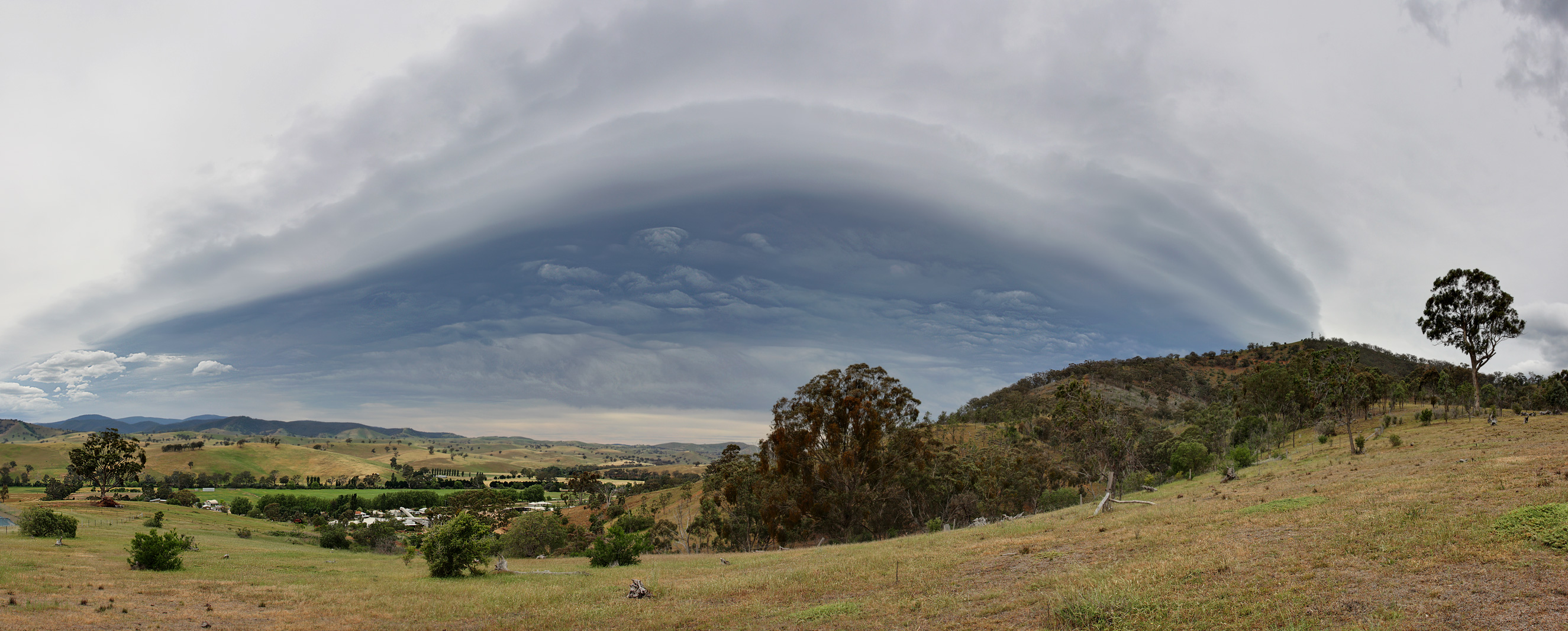